# Ibrahim Kodra
Ibrahim Kodra (né le 22 avril 1918 à Ishëm et décédé le 7 février 2006 à Milan) est un peintre albanais, actif en Italie dans la région de Milan. Il est considéré comme le seul peintre albanais à avoir connu le succès et obtenu une reconnaissance mondiale.

## Biographie
Après avoir suivi une première formation en Albanie, où il fréquente l'American Vocational School et remporta le Prix Tirana, il s'installe à Milan en 1938 grâce à une bourse d'études offerte par Géraldine, reine d'Albanie. Il s'inscrit à l'Académie de Brera, où il a pour professeurs Carlo Carrà, Aldo Carpi et Achille Funi, et remporte le Prix Hayez. Il participe aux combats de la Résistance italienne, et Ciri Agostoni meurt dans son atelier milanais le 28 septembre 1944, victime d'un coup de feu accidentel lors de la préparation d'une action partisane. L'année suivante, il est l'un des signataires du manifeste demandant la nomination de Carpi au poste de directeur de l'Académie de Brera après sa déportation à Mauthausen et Gusen.

## Style artistique

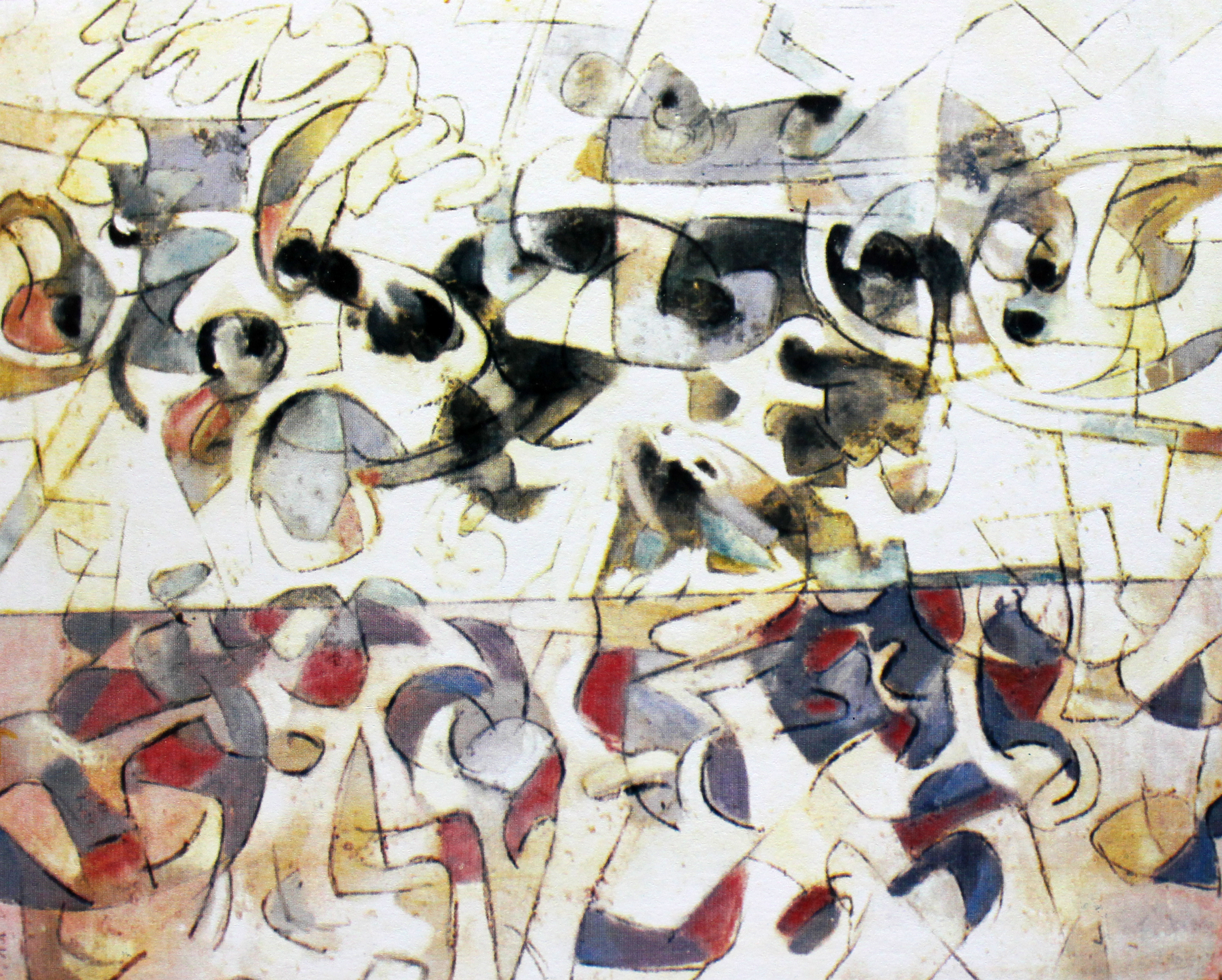
Il mare, Galerie nationale d'art du Kosovo.

Pablo Picasso affirme que la signature de Kodra était déjà une œuvre d'art, tandis qu'en 1940, Paul Éluard déclare que Kodra devait être considéré comme le père d'une nouvelle civilisation mondiale.

### Novecento et Cézanne
D'abord inscrit dans le courant stylistique du Novecento, notamment en raison des expériences picturales de ses maîtres de Braiden, il s'inspire ensuite de l'enseignement de Cézanne. Son œuvre conserve toutefois un certain goût pour l'orientalisme, notamment dans l'utilisation fantaisiste des couleurs et dans les géométries typiques des compositions en mosaïque, issues de ses origines balkaniques et de sa première formation albanaise,. Les œuvres de cette première période se caractérisent par la coexistence d'une certaine « anarchie expressionniste » et d'une grande clarté et légèreté des paysages, souvent interprétés de manière lyrique et exotique.

### Abstrait et néocubisme
Au fil du temps, l'artiste change de style, passant du style cézannien à l'abstrait (caractérisée par une certaine brillance compositionnelle) et enfin au cubisme. Les recherches artistiques de Kodra sont fortement influencées par le cubisme de Pablo Picasso, surtout après leur amitié née en 1948 à Rome, au point que les journaux espagnols eux-mêmes, en parlant de Picasso, qualifient Kodra de « dernier post-cubiste d'Europe ». Dans cette nouvelle phase, sa peinture s'attarde sur des figures humanoïdes et robotiques construites à partir de formes géométriques et caractérisées par des têtes carrées ou rectangulaires et des yeux triangulaires, avec des influences évidentes des représentations néo-cubistes de Gino Meloni et, avant lui, d'Ennio Morlotti. La peinture de Kodra consiste à cette époque en une interprétation personnelle, de type fantastique, du cubisme, avec la particularité que les décompositions typiques du cubisme analytique sont proposées selon une approche plus proche du cubisme synthétique. La tentative de sortir des formules préétablies conduit à la chute dans d'autres formules, esthétiquement plus agréables.
Le goût pour la représentation géométrique et stylisée de la figure humaine semble avoir été une source d'inspiration pour Xante Battaglia et Hassan Vahedi, peintre iranien naturalisé italien.